# حلقة الحزمة المرنة
حلقة الحزمة المرنة ( RPR ) ، والمعروفة أيضًا باسم IEEE 802.17 ، عبارة عن بروتوكول معياري مصمم للنقل الأمثل لحركة البيانات عبر شبكات حلقة الألياف الضوئية . بدأ تطوير المعيار في نوفمبر 2000  وخضع لعدة تعديلات منذ أن تم الانتهاء من المعيار الأولي في يونيو 2004. المعايير المعدلة هي 802.17a إلى 802.17d ، وآخرها تم تبنيه في مايو 2011. وهي مصممة لتوفير المرونة الموجودة في شبكات SONET / SDH (   الحماية 50 ms) ولكن، بدلاً من إعداد اتصالات موجهة دارة، يوفر إرسالًا قائمًا على الحزمة، من أجل زيادة كفاءة خدمات Ethernet وIP .

## تفاصيل تقنية
يعمل RPR على مفهوم الحلقات الدوارة المزدوجة العداد والتي تسمى الحلقاتringlet . يتم إنشاء هذه الحلقات عن طريق إنشاء محطات RPR في العقد حيث من المفترض أن تنخفض حركة المرور، لكل تدفق (التدفق هو دخول وخروج حركة البيانات). يستخدم RPR رسائل بروتوكول التحكم في الوصول إلى الوسائط (MAC) لتوجيه حركة المرورtraffic ، والتي يمكن أن تستخدم إما الحلقة من الحلقة ringlet of the ring. تتفاوض العقدnodes أيضًا على عرض النطاق التردديbandwidth فيما بينها باستخدام خوارزميات الإنصاف fairness algorithms، وتجنب الازدحامcongestion والامتدادات الفاشلة failed spans. يتم تجنب الامتدادات الفاشلة باستخدام أحد الأساليب المعروفة باسم التوجيه والتفافsteering and wrapping . تحت التوجيه، إذا تم كسر العقدة أو الامتداد، يتم إخطار جميع العقد بتغيير الطبولوجيا وتعيد توجيه حركة المرور الخاصة بها. في الالتفاف، يتم إرجاع حركة المرور مرة أخرى في العقدة الأخيرة قبل الفاصل break وتوجيهها إلى محطة الوجهة destination station.

## صنفالخدمة وقوائم انتظار المرور
يتم تعيين صنف الخدمة Class of Service(CoS) لكل حركة المرور على الحلقة ويحدد المعيار ثلاث اصناف classes. تعد حركة المرور من الفئة A (أو عالية) معدل معلومات ملتزم تمامًامثل (CIR) ومصممة لدعم التطبيقات التي تتطلب وقت استجابة منخفضًا وتذبذبًا low latency and jitter ، مثل الصوت والفيديو. حركة الفئة B (أو متوسطة) هي مزيج من كل من CIR ومعدل المعلومات الزائدة (EIR ؛ الذي يخضع لقائمة انتظار الإنصافfairness queuing). الفئة C (أو منخفضة) هي أفضل حركة مرور، باستخدام أي نطاق تردديbandwidth متاح. يستخدم هذا في المقام الأول لدعم حركة الوصول إلى الإنترنت .

## إعادة الاستخدام المكانيSpatial reuse
مفهوم آخر داخل RPR هو ما يعرف بإعادة الاستخدام المكانيspatial reuse . لأن RPR تجرد الإشارة حالما تصل إلى الوجهة destination (على عكس SONET UPSR / SDH حلقةSubnetwork_Connection_Protection حيث يتم استهلاك عرض النطاق الترددي حول الحلقة كلها) يمكن إعادة استخدام المساحة المحررة لنقل الحركة إضافية additional traffic. يدعم معيار RPR أيضًا استخدام جسور التعلم learning bridges ( IEEE 802.1D ) لتحسين الكفاءة في نقطة إلى تطبيقات متعددة النقاط ووسم VLAN ( IEEE 802.1Q ).
أحد عيوب الإصدار الأول من RPR أنه لم يوفر إعادة استخدام مكانيspatial reuse لإرسال الإطارframe من / إلى عناوين MAC غير الموجودة في طوبولوجيا الحلقة . تم تناول ذلك بواسطة IEEE 802.17b ، التي تحدد طبقة فرعية اختيارية مدركة مكانيًا spatially aware sublayer( SAS ). يسمح ذلك بإعادة الاستخدام المكاني لإرسال الإطار من / إلى عنوان MAC غير الموجود في طوبولوجيا الحلقة.

## روابط خارجية
- IEEE 802.17 مجموعة عمل حزم الرزم المرنة